# TeamWox
TeamWox es una aplicación de  trabajo en grupo para las empresas que ha sido desarrollada por MetaQuotes para su uso interno, y que desde el año 2009 se ofrece a los clientes como una aplicación en pack, o bien como  servicio. Para el año 2011 la aplicación cuenta con 12 módulos que según la opinión del desarrollador permiten automatizar los procesos de negocio más principales de las  PYMes:  CRM, cuentas con los clientes y proveedores,  trabajo colaborativo,  soporte técnico, gestión del personal,  gestión de documentación, telefonía  IP corporativa.

## Arquitectura
El sistema TeamWox es una aplicación web. El programa está escrito en el lenguaje C++. La parte del servidor se instala en los equipos con el  SO  Microsoft Windows XP SP2 o versiones superiores, y no puede ser instalada en los SO  Linux. TeamWox no utiliza ningunos componentes ajenos, tales como  IIS o  Apache.
TeamWox cuenta con su propio repositorio de ficheros protegido de los demás y con una base de datos que también está aislada.
Los usuarios pueden trabajar en TeamWox utilizando cualquier  navegador de cualquier  sistema operativo incluyendo los  dispositivos móviles.
TeamWox dispone de los medios que permiten asegurar un trabajo interrumpido:  una copia de seguridad de activación automática, recepción de actualizaciones, diagnóstico de conexión de red, registro de trabajo del sistema y recopilación de la estadística de funcionamiento del sistema.
La licencia de TeamWox tiene tanto la solución de pack como la solución en el modo  SaaS.

## Notoriedad
La interfaz del sistema ha sido traducida en 30  idiomas.
Referente al año 2011 no existen datos sobre la cantidad de encargos o introducciones del sistema.

### Premios
TeamWox ha conseguido las siguientes condecoraciones
- «2012 Top Ten Best CRM Software».[1]
- «Best Soft 2010»[2] y «Best Soft 2011»[3] de PC Magazine/RE;

### Reconocimientos
TeamWox ha sido mencionado en:
- TopTenReviews[4]
- LiveEnterprise[5]
- TECHI[6]